# Górny Zachód Świerza

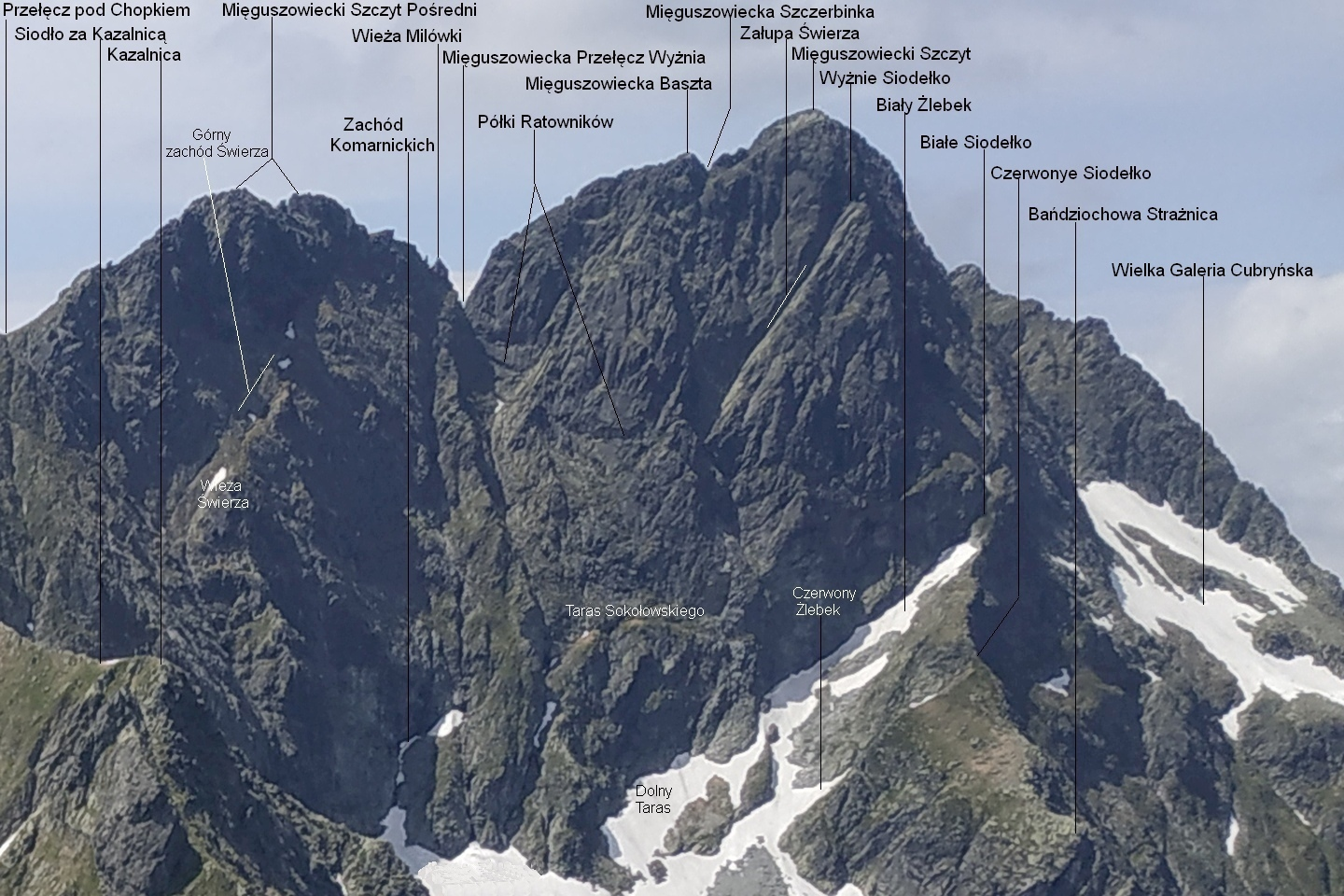

Górny Zachód Świerza – duży zachód na północno-wschodniej ścianie Mięguszowieckiego Szczytu Pośredniego w Tatrach Polskich. Znajduje się w górnej części tej ściany i ciągnie się od jego lewego filara skośnie w górę do północno-zachodniej grani. Nazwę nadał mu Władysław Cywiński w 10 tomie przewodnika  Tatry. Mięguszowieckie Szczyty. Upamiętnił nią Mieczysława Świerza.
Górnym Zachodem Świerza na Mięguszowiecki Szczyt Pośredni prowadzi kilka dróg wspinaczkowych (lub ich wariantów). Wejście w ścianę z piargów Wyżniego Czarnostawiańskiego Kotła lub z Bańdziocha:
1. Droga Komarnickich (Zachodem Komarnickich i Rynną Komarnickich); II w skali tatrzańskiej, czas przejścia 2 godz.;
2. Droga Machnik-Kazio (między Rynną Komarnickich a Depresją Mączki); IV–V, 2 miejsca V+, 7 godz.;
3. Droga Heinricha (środkiem ściany na środkowy wierzchołek); IV+, 3 godz. 30 min;
4. Droga Świerza (z Bańdziocha Zachodem Komarnickich, Dolnym Zachodem Świerza, Lewą Ściekwą; III, 2 godz. 30 min;

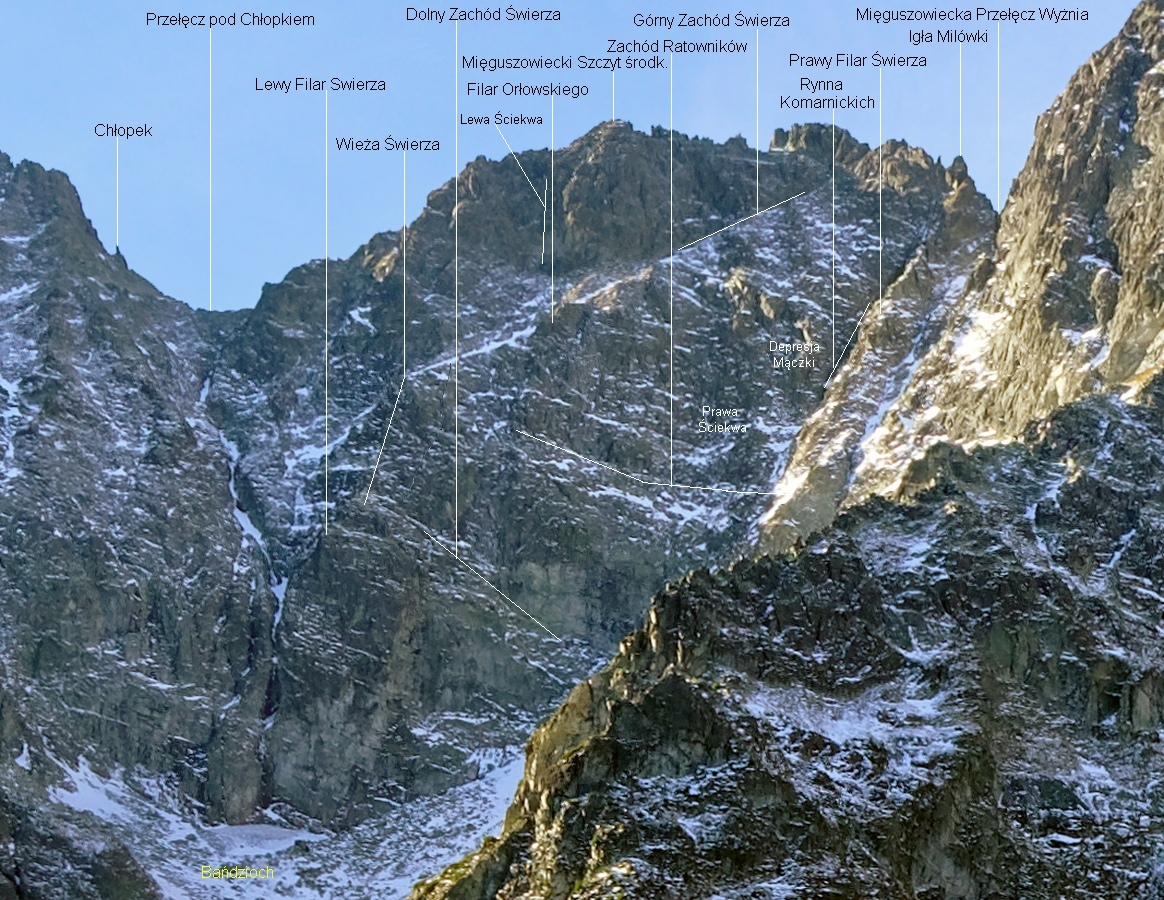